# 梅曾亮
梅曾亮（1786年—1856年），原名曾蔭，字伯言，又字葛君，江寧府上元縣（今南京市）人，祖籍寧國府宣城縣。
曾祖時移籍江蘇。出身诗书家庭，由母親候芝啟蒙。十八岁时，梅曾亮在锺山书院拜姚鼐为师，與管同、方东树、刘开及姚莹，并称姚门高第弟子。二十九岁时入吴鼒的扬州唐文馆。道光二年（1822年）進士三甲八十九名，授知縣，因考虑到赡养父母不便，没有赴任。先后为邓廷桢、陶澍幕僚。援例為戶部郎中。道光二十九年（1849年）告歸，主講於揚州梅花書院。咸丰二年冬，回到家乡上元。不久太平軍禍起，避難於王墅村，再移居淮安，晚年投靠河道总督杨以增，被安頓在河督节署之清晏园。咸丰五年（1855年）十二月十八日，楊以增積勞成疾，卒於南河节署，梅曾亮痛苦万分，“抚尸恸而无泪”。二十四天後，咸丰六年正月十二日，梅曾亮去世。
梅曾亮是桐城派承上启下的人物。他在北京二十餘年间逐渐成为了桐城派唯一常驻京城的人，许多人都登门向他求教作文之法。曾國藩亦深受其影響了。著有《柏梘山房集》31卷。

## 延伸阅读
[在维基数据编辑]
 《清史稿/卷486》，出自趙爾巽《清史稿》